# Sd.Kfz. 9

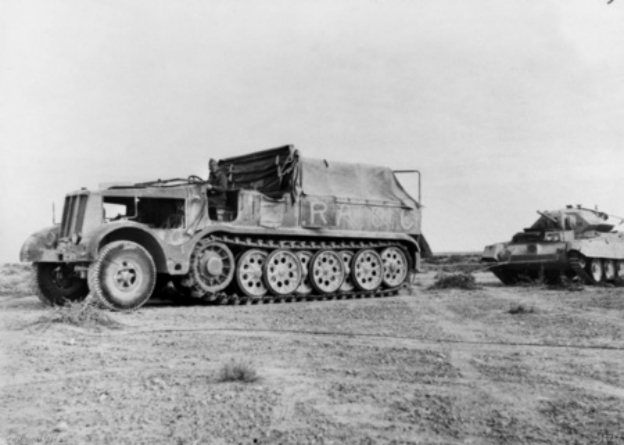
Sd.Kfz. 9 schleppt einen brit. Crusader-Panzer 1942

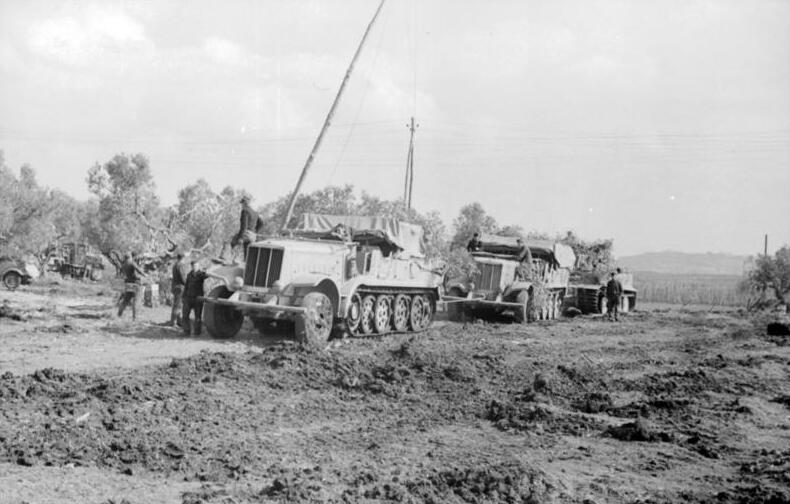
Sd.Kfz. 9 bei Nettuno, Italien (März 1944)

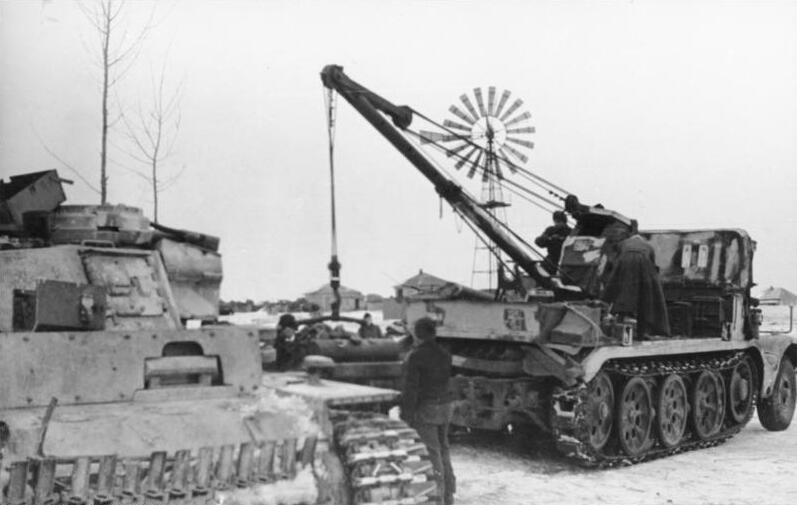
Sd.Kfz. 9 mit Bilstein-Kran bei der Reparatur eines Pz.Kpfw. III (Januar 1943)

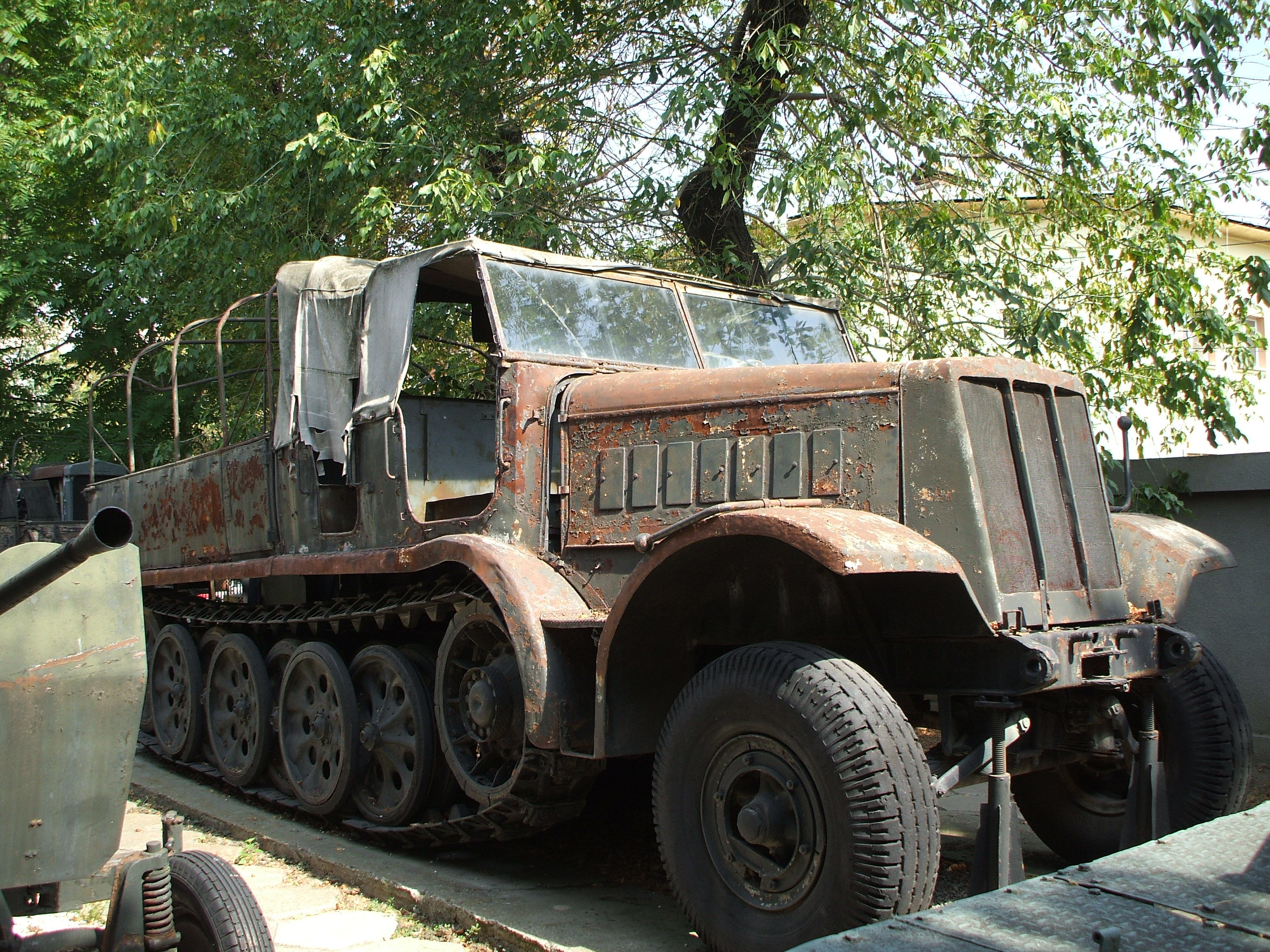
Sd.Kfz. 9 vom Typ FAMO F3 späte Ausführung Baujahr 1944 im Militärmuseum Bukarest (2009)

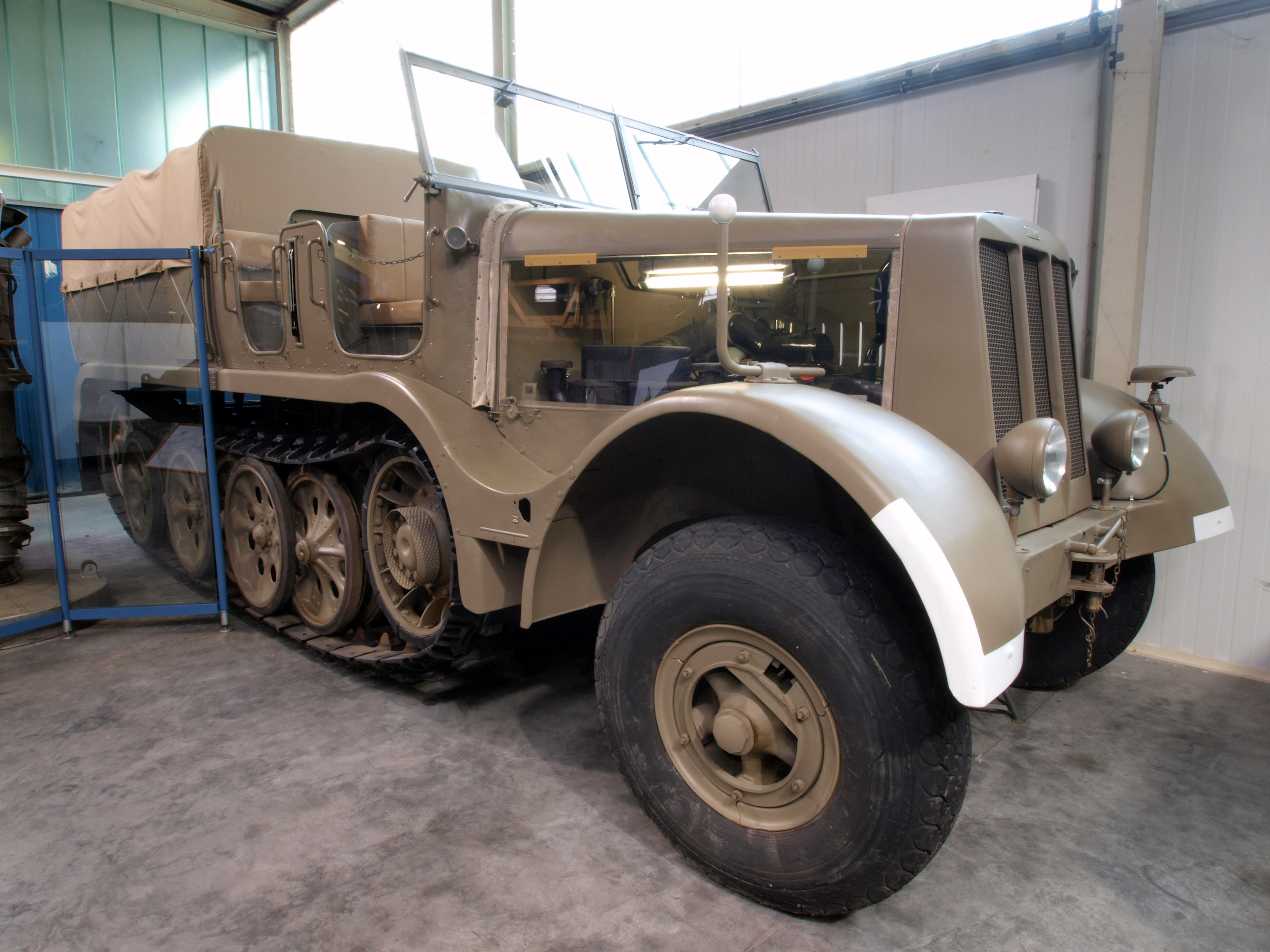
Sd.Kfz. 9 vom Typ FAMO F3 in der Wehrtechnischen Studiensammlung Koblenz

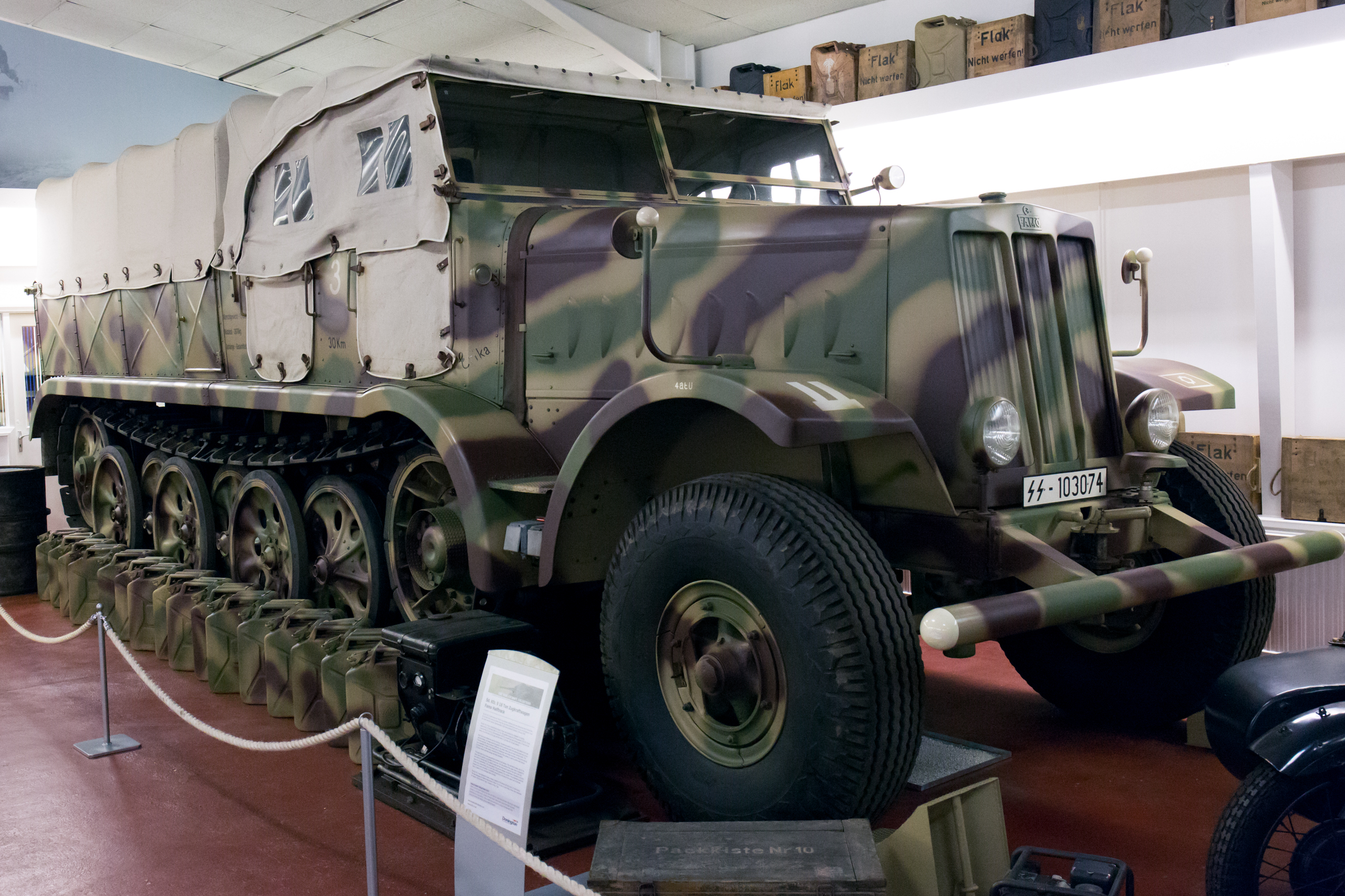
Späte Ausführung Sd.Kfz. 9 in der Donington Grand Prix Collection 2013

Das Sd.Kfz. 9 (Sonder-Kraftfahrzeug 9 – Schwerer Zugkraftwagen 18 t) war das schwerste Halbkettenfahrzeug der Wehrmacht. Es wurde als Artilleriezugmaschine für die schwersten deutschen Geschütze sowie auch als Schlepp- und Bergefahrzeug entwickelt und während des Zweiten Weltkriegs bis zuletzt an allen Fronten eingesetzt. Es gehört zur Gruppe der Sonderkraftfahrzeuge.

## Geschichte

### Hintergrund
Das Sd.Kfz. 9 war die bei weitem schwerste Zugmaschine, die von der Wehrmacht in Dienst gestellt wurde. Das große Halbkettenfahrzeug entstand aufgrund einer Forderung der Wehrmachtsführung aus dem Jahr 1936 nach einem schweren Schlepp- und Bergefahrzeug, dabei sollte es auch als Artilleriezugmaschine für schwerste Geschütze eingesetzt werden können. Das Fahrzeug wurde von den Fahrzeug- und Motoren-Werken (FAMO) in Breslau konstruiert und gebaut, später wurde es auch von der Vogtländischen Maschinenfabrik (VOMAG) in Plauen (Fahrzeugchassis) sowie von Tatra in Nesselsdorf (Kopřivnice), eine Variante mit 12-Zylinder-Dieselmotor (Typ 103), gefertigt. 

### Serien

#### FM gr 1
Die Entwicklung begann bereits 1935 und führte 1936 zum ersten Typen, dem FM gr 1, mit einem Eigengewicht von 18 t und einem Gesamtlastzugewicht von 35,5 t, was das Ziehen der 24-cm-Kanone 3 wie geplant ermöglichte. Mit einem Preis von 75.000 Reichsmark (entspricht heute etwa 400.000 EUR) war es ein sehr teures Fahrzeug. 

#### F 2
Bei der 1938 folgenden Version F2 konnte durch höhere Stückzahlen ein besserer Preis (60.000 RM; heutiger Gegenwert etwa 310.000 EUR) mit FAMO verhandelt werden. 

#### F 3
Bereits 1939 folgte die Bauform F3, die bis kurz vor Kriegsende beibehalten wurde.
Zwischen 1938 und 1944 wurden etwa 2500 Fahrzeuge dieses Typs gefertigt. 
Da sich die Zugmaschine auf Anhieb hervorragend bewährte, blieb sie – abgesehen vom Einbau eines etwas stärkeren Motors ab 1939 – bis zum Schluss unverändert in der Produktion.

## Einsatz
In der ursprünglichen Planung des Heereswaffenamtes war dieses Fahrzeug vorgesehen, um die schwersten Lasten, wie großkalibrige Geschütze, wie die 24-cm-Kanone K3, zu den entsprechenden Einsatzorten zu bringen. So findet man heute Bilder von Sd.Kfz. 9 mit den Teilen schwerster Geschütze auf Culemeyer-Schwerlastanhängern. Aber auch die mittlere Heeresartillerie, beginnend mit 15-cm-schwere Feldhaubitze 18 wurde von diesem schweren Artillerieschlepper gezogen.
Mit dem Beginn der Aufrüstung wurde allerdings auch offensichtlich, dass die Bergeeinheiten der Panzertruppe ein geeignetes Fahrzeug benötigten, um auch die damals als schweren Panzermodelle klassifizierten Panzer zu bergen. Deshalb wurde das Sd.Kfz. 9 bei Panzerwerkstattkompanien eingesetzt und transportierte mit Hilfe des Sd.Anh. 116 (22t) das zu reparierende Fahrzeug zum Instandsetzungsstützpunkt. Mit der Winde, die ab der Version F3 vorhanden war, konnte die Bergung auch in schwierigem Gelände versucht werden. Mit dem Auftreten schwerer sowjetischer Panzer folgte schnell die Entwicklung neuer Panzertypen in einer höheren Gewichtsklasse. Die ab 1942 bei den schweren Panzer-Abteilungen zulaufenden Tiger-Panzer waren nur noch im Schleppverband von 2 oder 3 zusammen eingesetzten Sd.Kfz. 9 zu bergen. Um den 18t-Zugkraftwagen beim Einsatz der Winde mehr Halt zu geben, wurde ein großer Erdsporn entwickelt, der am Heck des Fahrzeugs angebracht werden konnte. Doch auch diese Nachbesserung konnte nicht verhindern, dass es offensichtlich wurde, dass das Sd.Kfz. 9 mit den neuen schweren Panzertypen überfordert war. Und als schließlich nach dem Sommer 1943 die ersten in Serie gefertigten Bergepanther zu den Einheiten kamen, verringerte sich der Bedarf an Sd.Kfz. 9 in diesen Einheiten erheblich.
Das Fahrzeug wurde auch als Zugfahrzeug für den Strabokran und Flak, wie etwa die 12,8-cm-Flak auf Sd. Anh. 203, eingesetzt.
Mit dem Fortschreiten des Krieges wurde das Sd.Kfz. 9 jedoch auch immer häufiger zur Aufrechterhaltung des reinen Transportbetriebes gebraucht, vor allem an der Ostfront während der Schlammperioden (russisch распу́тица, „Wegelosigkeit“) im Frühjahr und Herbst.
Dennoch wurde es bis zum Kriegsende an allen Fronten eingesetzt, zumal die Masse der deutschen Panzer nicht zu jenen der oberen Gewichtsklassen gehörte.

## Varianten
Je nach Aufgabengebiet wurde das Sd.Kfz. 9 mit unterschiedlichen Aufbauten gebaut.
- Sd.Kfz. 9 Artillerieschlepper (Sitzbänke und Bereitschaftsmunition)
- Sd.Kfz. 9 Bergeschlepper (Ladefläche)
- Sd.Kfz. 9/1 Kranwagen 6t (Bilstein)
- Sd.Kfz. 9/2 Kranwagen 10t
- 8,8-cm-Flak 37 (Sfl.) auf Fgst. Zgkw 18t

Das Sd.Kfz. 9/1 hatte einen 6-t-Bilstein-Kran, mit dem frontnah Motoren, Getriebe und Waffenanlagen ein- und ausgebaut werden konnten. Aufwendiger im Einsatz und vermutlich für die Montage schwerer Geschütze konzipiert, war das Sd.Kfz. 9/2 mit einem benzin-elektrischen Hubkran mit 10 t Hubgewicht ausgestattet.
Von der Flak-Variante, die keine Sd.Kfz.Nr. erhielt, wurden im Jahr 1943 nur 14 Fahrzeuge gefertigt. Mit leicht gepanzertem Motor- und Fahrerraum und einer fest auf einem Sockel montierten 8,8-cm-Flak ist das Fahrzeug eins der typischen Reaktionen auf die zunehmend alliierte Luftüberlegenheit und muss im Kontext mit anderen Flakselbstfahrlafetten gesehen werden, wie dem Versuchsflakwagen 8,8-cm-Flak auf Sonderfahrgestell (Pz.Sfl. IVc). Die Waffenplattform verfügte über abklappbare Seitenwände und der Munitionskasten am Heck war durch Panzerbleche geschützt.

## Geländefähigkeit
Das Sd.Kfz. 9 hatte eine Wattiefe von 0,6 m und eine Grabenüberschreitfähigkeit von 2 m.